# Boston / Don't Look Back
Boston / Don't Look Back es el primer álbum recopilatorio de la banda de rock estadounidense Boston y fue publicado solamente en formato de casete por CBS Records en 1983. Fue relanzado por la misma discográfica y Epic Records en 1987.
Este álbum recopila los dos primeros álbumes de la banda: Boston y Don't Look Back, los cuales fueron lanzados originalmente en 1976 y 1978 respectivamente.
Boston / Don't Look Back fue relanzado en 2008 por Epic Records y Legacy Recordings.  Esta reedición contiene un tema inédito llamado «Shattered Images (Help Me)», el cual nunca fue enlistado en ningún álbum de estudio de la banda, sin embargo, se encuentra en el disco en vivo King Biscuit Flower Hour: Long Beach '77.

## Lista de canciones

### Original en formato de casete de 1983

#### Lado A
| Side one |                                 |                    |          |  |
| N.º      | Título                          | Escritor(es)       | Duración |  |
| 1.       | «More Than a Feeling»           | Tom Scholz         | 4:44     |  |
| 2.       | «Peace of Mind»                 | Tom Scholz         | 5:02     |  |
| 3.       | «Foreplay/Long Time»            | Tom Scholz         | 7:47     |  |
| 4.       | «Rock and Roll Band»            | Tom Scholz         | 3:00     |  |
| 5.       | «Smokin'»                       | Brad Delp / Scholz | 4:21     |  |
| 6.       | «Hitch a Ride»                  | Tom Scholz         | 4:11     |  |
| 7.       | «Something About You»           | Tom Scholz         | 3:48     |  |
| 8.       | «Let Me Take Your Home Tonight» | Delp / Scholz      | 4:43     |  |

#### Lado B
| Side one |                       |               |          |  |
| N.º      | Título                | Escritor(es)  | Duración |  |
| 1.       | «Don't Look Back»     | Tom Scholz    | 5:57     |  |
| 2.       | «The Journey»         | Tom Scholz    | 1:46     |  |
| 3.       | «It's Easy»           | Tom Scholz    | 4:26     |  |
| 4.       | «A Man I'll Never Be» | Tom Scholz    | 6:37     |  |
| 5.       | «Feelin' Satisfied»   | Tom Scholz    | 4:11     |  |
| 6.       | «Party»               | Delp / Scholz | 4:07     |  |
| 7.       | «Used to Bad News»    | Brad Delp     | 2:56     |  |
| 8.       | «Don't Be Afraid»     | Tom Scholz    | 3:48     |  |

### Reedición en formato de disco de vinilo de 1987

#### Disco uno

##### Lado A
| Side one |                       |              |          |  |
| N.º      | Título                | Escritor(es) | Duración |  |
| 1.       | «More Than a Feeling» | Tom Scholz   | 4:44     |  |
| 2.       | «Peace of Mind»       | Tom Scholz   | 5:02     |  |
| 3.       | «Foreplay/Long Time»  | Tom Scholz   | 7:47     |  |
| 4.       | «Rock & Roll Band»    | Tom Scholz   | 3:00     |  |

##### Lado B
| Side one |                                 |               |          |  |
| N.º      | Título                          | Escritor(es)  | Duración |  |
| 5.       | «Smokin'»                       | Delp / Scholz | 4:21     |  |
| 6.       | «Hitch a Ride»                  | Tom Scholz    | 4:11     |  |
| 7.       | «Something About You»           | Tom Scholz    | 3:48     |  |
| 8.       | «Let Me Take Your Home Tonight» | Delp / Scholz | 4:43     |  |

#### Disco dos

##### Lado A
| Side one |                       |              |          |  |
| N.º      | Título                | Escritor(es) | Duración |  |
| 1.       | «Don't Look Back»     | Tom Scholz   | 5:57     |  |
| 2.       | «The Journey»         | Tom Scholz   | 1:46     |  |
| 3.       | «It's Easy»           | Tom Scholz   | 4:26     |  |
| 4.       | «A Man I'll Never Be» | Tom Scholz   | 6:37     |  |

##### Lado B
| Side one |                     |               |          |  |
| N.º      | Título              | Escritor(es)  | Duración |  |
| 5.       | «Feelin' Satisfied» | Tom Scholz    | 4:11     |  |
| 6.       | «Party»             | Delp / Scholz | 4:07     |  |
| 7.       | «Used to Bad News»  | Brad Delp     | 2:56     |  |
| 8.       | «Don't Be Afraid»   | Tom Scholz    | 3:48     |  |

### Reedición en formato de disco compacto de 2008

#### Disco uno
| Side one |                                 |               |          |  |
| N.º      | Título                          | Escritor(es)  | Duración |  |
| 1.       | «More Than a Feeling»           | Tom Scholz    | 4:44     |  |
| 2.       | «Peace of Mind»                 | Tom Scholz    | 5:02     |  |
| 3.       | «Foreplay/Long Time»            | Tom Scholz    | 7:47     |  |
| 4.       | «Rock & Roll Band»              | Tom Scholz    | 3:00     |  |
| 5.       | «Smokin'»                       | Delp / Scholz | 4:21     |  |
| 6.       | «Hitch a Ride»                  | Tom Scholz    | 4:11     |  |
| 7.       | «Something About You»           | Tom Scholz    | 3:48     |  |
| 8.       | «Let Me Take Your Home Tonight» | Delp / Scholz | 4:43     |  |

#### Disco dos
| Side one |                                        |               |          |  |
| N.º      | Título                                 | Escritor(es)  | Duración |  |
| 1.       | «Don't Look Back»                      | Tom Scholz    | 5:57     |  |
| 2.       | «The Journey»                          | Tom Scholz    | 1:46     |  |
| 3.       | «It's Easy»                            | Tom Scholz    | 4:26     |  |
| 4.       | «A Man I'll Never Be»                  | Tom Scholz    | 6:37     |  |
| 5.       | «Feelin' Satisfied»                    | Tom Scholz    | 4:11     |  |
| 6.       | «Party»                                | Delp / Scholz | 4:07     |  |
| 7.       | «Used to Bad News»                     | Brad Delp     | 2:56     |  |
| 8.       | «Don't Be Afraid»                      | Tom Scholz    | 3:48     |  |
| 9.       | «Shattered Images (Help Me)» (en vivo) | Tom Scholz    | 3:52     |  |

## Créditos
- Brad Delp — voz, guitarra acústica, guitarra eléctrica, guitarra de 12 cuerdas, percusiones, aplausos y coros
- Tom Scholz — guitarra acústica, guitarra eléctrica, guitarra de 12 cuerdas, bajo, teclados, piano, órgano, clavinet, percusiones y aplausos
- Barry Goudreau — guitarra eléctrica, guitarra rítmica, guitarra slide y percusiones
- Fran Sheehan — bajo, percusiones y aplausos
- Sib Hashian — batería, percusiones y aplausos
- Jim Masdea — batería (en la canción «Rock & Roll Band»)